# حظ سيئ (فلم)
حظ سيئ (بالإنجليزية:Hard Luck) هو فيلم أمريكي كوميدي صامت قصير أُنتج في عام 1921 بطولة باستر كيتون، الفيلم من تأليف وإخراج إدوارد إف كلاين وكيتون، على مدى ستون عامًا كان هذا الفيلم مفقود حتى تم ترميمه جزئيًا سنة 1987، وكان المشهد الأخير (الذي قال عنه كيتون أنه أكثر مشهد مضحك في مسيرته) لايزال ضائعًا إلى أن تم اكتشاف هذا المشهد في وقت لاحق في أرشيف الطباعة الروسية، والفيلم متاح الآن كاملًا.

## طاقم التمثيل
- باستر كيتون
- فيرجينيا فوكس
- جو روبرتس
- بول مونتانا

## وصلات خارجية
- حظ سيئ على موقع IMDb (الإنجليزية)
- حظ سيئ على موقع أول موفي (الإنجليزية)
- حظ سيئ على موقع فيلمافينيتي (الإسبانية)
- حظ سيئ على موقع قاعدة بيانات الفيلم (الإنجليزية)
- حظ سيئ على موقع ليتربوكسد (الإنجليزية)
- حظ سيئ على موقع كينوبويسك (الروسية)
- حظ سيئ متوفر للتحميل المجاني على أرشيف الإنترنت